# فرخادبك ايريسمتوف
فرخادبك ايريسمتوف (10 أغسطس 1981 بشيمكنت في كازاخستان - ) هو لاعب كرة قدم كازاخستاني في مركز الدفاع. شارك مع منتخب كازاخستان لكرة القدم. أما مع النوادي، فقد لعب مع توربيدو موسكو ونادي أورداباسي ونادي إيرتيش بافلودار ونادي توبول ونادي كايرات وFC Caspiy ‏ وFC Sunkar ‏ وFC Kaisar ‏.

## وصلات خارجية
- فرخادبك ايريسمتوف على موقع الاتحاد الأوربي (الإنجليزية)
- فرخادبك ايريسمتوف على موقع قاعدة بيانات كرة القدم.إي يو (الإنجليزية)
- فرخادبك ايريسمتوف على موقع ناشيونال فوتبول تيمز (الإنجليزية)
- فرخادبك ايريسمتوف على موقع Soccerway.com (الإنجليزية)